# Lijst van naamdagen - september
Hieronder staan de naamdagen voor september.
| Dag          | Heilige                                                                | Voornaam |
| ------------ | ---------------------------------------------------------------------- | --- |
| 1 september  | Gillis Josuë Agia Nivard Verena Gideon van Israël                      | Egide, Egidius, Egied, Giel, Gilles, Gillis, Gilly, Jillis Joshua, Josja, Josuë, Jozua Agie Nivard Vérène, Verna, Vreneli Gedeon, Gidion |
| 2 september  | Justus van Lyon Ingrid Margriet van Leuven                             | Jo, Joost, Justa, Juste, Justus, Justin Inge, Ingrid Margaux, Margriet, Marit, Mette |
| 3 september  | Gregorius de Grote Foebe van Rome Marinus diaken                       | Georg, George, Goris, Grisjo, Joren, Joris, Jorita, Jurgen, Jurian, Jurriaan, Sjors Phoebe Marijn |
| 4 september  | Rosalie Irmgard van Süchtlen Mozes                                     | Rosalie, Zalia Ermengard Moos, Mosje |
| 5 september  | Bertinus Urbaan Raïssa Gentilis                                        | Berten, Bertijn, Bertina Urbain, Urbanie Rachel, Raïs Gentiel, Gentil, Tilly |
| 6 september  | Bertrand van Garrigues Magnus Zacharia Beata Gundolf                   | Bertram Magne, Mang Zacharie, Zachary, Zachy Bea, Béate, Bée Gondolf |
| 7 september  | Hilduard Regina Madelberta                                             | Hildeward, Hildoard Gina, Regi, Regine, Reine Mabel, Manon, Marie |
| 8 september  | Adriaan Adela van Mesen Nestor Alanus de Rupe Sergius I                | Aad, Aaje, Ad, Adri, Adrie, Adriaan, Adrian, Adriana, Adriënne, Arezo, Aricia, Arianna/e, Ariane, Arie, Arina, Arja, Arja(a)n, Arjen, Arjo, Edrie, Hadrian(us), Hadrien, Jana Adelheid Nestor Alana Serge, Sergio |
| 9 september  | Audomar Pedro Claver Wilfri(e)da                                       | Odmar, Omaar, Omar, Othmar, Otmar, Ottomar, Omer Pedro, Peter, Pieter, Pierre Wilfred, Wilfried, Wilfreth |
| 10 september | Nikolaas van Tolentino Theodard Inès Taquéa                            | Nicolaas, Nikolas Diedert, Dieter, Dietert, Diethard, Tjeerd Agnes, Agneta, Nieta |
| 11 september | Hyacint Emiliaan TheodoraAlmirus Bodo/Leudoin                          | Hyacintha Emile, Emilien Dora, Dorine, Thea Elmira Boy, Boye; Ludwin |
| 12 september | Guido van Anderlecht Apollinaris Ailb(h)e van Emly                     | Guidona, Guy, Gwij Aiplonay Ilva, Ilvy, Ylva |
| 13 september | Johannes Chrysostomus Ligorius Amaat                                   | Hansko Ligoire, Ligoor Aimé, Amata, Emmo |
| 14 september | Notburga Maternus                                                      | Nobburg, Notburg, Notburga, Nothburge Materna, Materne, Maternus |
| 15 september | Katharina van Genua Nicomedus Melitina Ro(e)land Mirren                | Catherine Nicomède Melissa, Mélite Orlando, Roel, Ro(e)land, Rolanda Merijn |
| 16 september | Cornelis Cypriaan Edith Ludmilla Eufemia                               | Cees, Cock, Cor, Corné, Corneille, Cornelis, Cornelus, Kay, Kees, Key, Kornelia, Nele, Nelis Cyprien, Spiriaan, Spiriaen Ditte, Edda Lida, Ludmila, Mila, Milina Femia |
| 17 september | Lambert van Maastricht Roberto Bellarmino Hildegard van Bingen Ariadne | Bert, Bertus, Lambert, Landbrecht, Lem Rob, Rob(b)ert, Robina, Robrecht Hildegard(e), Hilke, Hillegard Ariane, Arianna |
| 18 september | Jozef van Cupertino Richarda                                           | Jef, Jo, Joop, Joost, Josse Ricarda, Richelle, Richie, Rickert, Righard, Rijkert, Risje, Riske, Riza, Rizza, Saar |
| 19 september | Januarius Emilia van Rodat Theodoor Elia Constancia                    | Gennaro, Jano, Janus Emeline, Emilda, Emilie, Emily, Emmely, Mila Doris, Dorus Eliaan, Eli, Elijah, Elien Connie, Conny, Constance |
| 20 september | Eustachius Filippa John Davy                                           | Eustache Filip, Philippa, Pippa Evan, Hasse, Jack, Jan, Joan, John, Johnny, Joop |
| 21 september | Matteüs Ifigenia Debora Jonas Gerulfus                                 | Levi; Mathieu, Mathijs, Mats, Matteus, Matthea, Matthew, Matthias, Matthieu, Matthijs, Matthis, Matthys, Mattias, Mattie, Mattieu, Mattijn, Mattijs, Matty, Teus, Thijs, Ties, Tijs, Tjeu Iphigénie Deb, Debay, Debbie, Debby, Debora, Deborah, Débra, Diewertje Iona, Jona, Jonah, Jonas, Jones Gerlof, Gerulf, Rolf |
| 22 september | Maurits Florent Emmeram                                                | Mauk, Maurice, Marijn, Maurits, Mauritska, Mauro, Moreno, Morris Florence Emmeken, Emmy |
| 23 september | Constant Linus Pater Pio Thecla                                        | Connie, Constant, Constantijn, Konstantijn, Stan, Stance, Stien, Stijn Lin, Lina, Linette Pia, Pie Thekla |
| 24 september | Germer Maria de la Merced                                              | Germar Mercedes |
| 25 september | Firmin Kleofas                                                         | Fermin, Firmijn, Firmin Cleophas, Kleopas, Kleopatra |
| 26 september | Cosmas Damianus Amantius Thérèse Couderc                               | Cosimo, Cosme Damasus, Damiaan, Damian, Damien(ne), Damiën, Damon, Damy, Tammo Amanta, Amance Teresia, Tessa, Tracy, Trees |
| 27 september | Vincent de Paul Defina Hiltrudis                                       | Sent, Vincent, Vincenzo Delfien, Fien Elda, Hilda, Hilde, Hilla, Hilly, Hiltina, Ilda |
| 28 september | Wenceslaus Laurentius Ruiz Lioba Simon de Rojas                        | Vaclav, Wenzel Laura, Laurence Lieve, Liobe, Lipkje, Litty, Livijne, Lobke Siem, Siemen, Sim, Simone, Moen, Mon |
| 29 september | Aartsengelen/Angelus Michaël Gabriël Rafaël                            | Anel, Angel, Angela/o/i, Angelica, Angelien, Angelika, Angelina/e, Angelique, Angelita, Anjela, Anjéla, Engel, Inge, Kiran, Lien(eke), Lineke, Lynette Chiel, Giel, Machiel, Magiel, Maicol, Maikel, Maikol, Micha, Michael, Michaël(a), Michel(e), Michelangelo, Michella/e, Michiel, Mick(y), Mickey, Miechel, Miguel, Mihai, Mihail, Mik(e), Mikail, Mikko, Mischa, Misha, Misja, Misye, Mitch, Mitchel(l) Gabi, Gaby, Gabriela, Gabriele, Gabriël(e), Gabrièle, Gabriella, Gabrielle, Gabriëlla, Gabriëlle, Gaby, Jibril, Keby Raf, Rafael, Rafaëlla, Rafaelo, Raphael, Raphaël |
| 30 september | Hiëronymus van Stridon Sofia Honoré Victor                             | Geroen, Geronimo, Hiëronymus, Hieronymus, Jeroen, Jerom, Jerome, Jérôme, Jerony Fie, Fieke, Sofie, Sófie, Sofieke, Sofietje, Sofya, Sonja, Sonya, Sophia, Sophie, Sophieke, Zofia Honorée Torre, Vic, Viktoria |

januari · februari · maart · april · mei · juni · juli · augustus · september · oktober · november · december